# حضيض أرضي
الحَضِيضُ الأرضي (بالإنجليزية: Perigee)‏، تسميه بعض المراجع بالحَضِيضُ القَمَرِيّ مع أنها تقابل Periselene، هي أقرب نقطة في مدار القمر أو قمر صناعي حول الأرض (بتعبير أدق، حول مركز كتلة الأرض). أبعد نقطة هي الأوج الأرضي.